# نيل هاو
نيل هاو (بالإنجليزية: Neil Howe)‏ هو عالم سكان ومؤرخ واقتصادي أمريكي، ولد في 21 أكتوبر 1951.